# District de Magherafelt
Le district de Magherafelt (Magherafelt District en anglais et Ceantar Mhacaire Fíolta en gaélique d’Irlande), officiellement appelé Magherafelt (Machaire Fíolta en gaélique d’Irlande), est un ancien district de gouvernement local d’Irlande-du-Nord.
Créé en octobre 1973, il fusionne avec le district de Cookstown et le borough de Dungannon and South Tyrone en mars 2015 pour créer un autre district de gouvernement local, Mid Ulster.

## Géographie
Le district est situé dans le comté de Londonderry.

## Histoire
Un district de gouvernement local (local government district en anglais) du nom de Magherafelt est créé le 17 juillet 1972 par le Local Government (Boundaries) Order (Northern Ireland) du 20 juin 1972. Les institutions du district entrent en vigueur à compter du 1er octobre 1973 au sens du Local Government Act (Northern Ireland) du 23 mars 1972.
La majeure partie des territoires du district de Cookstown, du borough de Dungannon and South Tyrone et du district de Magherafelt sont réunis par le Local Government (Boundaries) Act (Northern Ireland) du 23 mai 2008. Le district résultant de la fusion des anciens districts, Mid Ulster, est créé à compter du 1er avril 2015 par le Local Government (Boundaries) Order (Northern Ireland) du 30 novembre 2012.

## Administration

### Conseil
Le Magherafelt District Council, littéralement, le « conseil du district de Magherafelt », est l’assemblée délibérante du district de Magherafelt, composée de 15 (1973-1993) puis de 16 membres (1993-2015), appelés les conseillers (councillors).
Un président (chairman) et un vice-maire (deputy chairman) sont élus parmi les conseillers à l’occasion de chaque réunion générale annuelle du conseil du district.

### Circonscriptions électorales
Le district de gouvernement local est divisé en autant de sections électorales (wards en anglais) que de conseillers. Celles-ci sont distribuées par zone électorale de district (district electoral area).
| Zone                           | 1973-1985,                                                                     | 1985-1993                                                                       | 1993-2015                                                                               |
| ------------------------------ | ------------------------------------------------------------------------------ | ------------------------------------------------------------------------------- | --------------------------------------------------------------------------------------- |
| Première zone et ses sections  | A (5 sièges)                                                                   | Magherafelt Town (5 sièges)                                                     | Magherafelt Town (6 sièges)                                                             |
| Première zone et ses sections  | - Draperstown - Lower Glenshane - Maghera - Swatragh - Tobermore               | - Ballymaguigan - Knockcloghrim - Lecumpher - Town Parks East - Town Parks West | - Ballymaguigan - Glebe - Knockcloghrim - Lecumpher - Town Parks East - Town Parks West |
| Deuxième zone et ses sections  | B (5 sièges)                                                                   | Moyola (5 sièges)                                                               | Moyola (5 sièges)                                                                       |
| Deuxième zone et ses sections  | - Bellaghy - Gulladuff - Knockloughrim - Upperlands - Valley                   | - Bellaghy - Castledawson - Gulladuff - Upperlands - Valley                     | - Bellaghy - Castledawson - Gulladuff - Upperlands - Valley                             |
| Troisième zone et ses sections | C (5 sièges)                                                                   | Sperrin (5 sièges)                                                              | Sperrin (5 sièges)                                                                      |
| Troisième zone et ses sections | - Ballymaguigan - Castledawson - Lecumpher - Town Parks East - Town Parks West | - Draperstown - Lower Glenshane - Maghera - Swatragh - Tobermore                | - Draperstown - Lower Glenshane - Maghera - Swatragh - Tobermore                        |